# Wright Model R

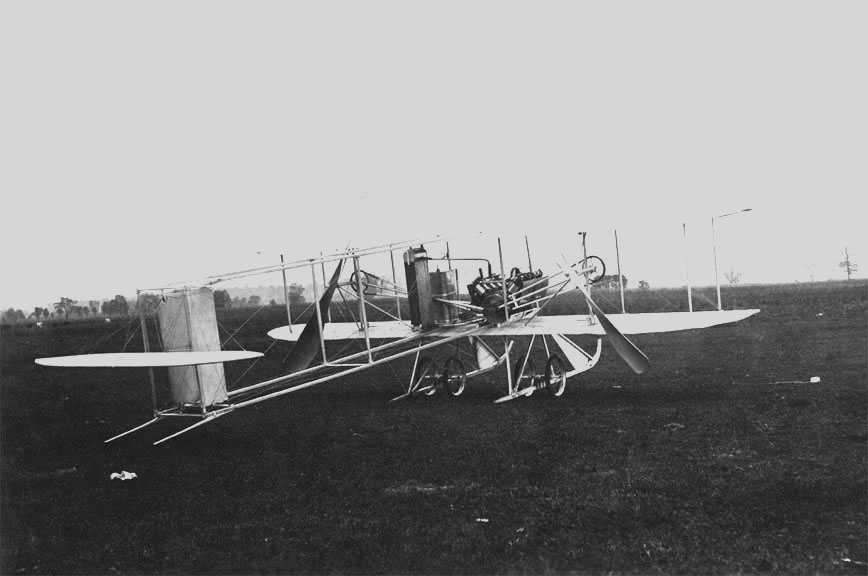
Um Model R em Simms Station próximo à Dayton, Ohio, 1910.

O Wright Model R (também conhecido como Roadster ou Baby Wright) foi um biplano em configuração de impulsão projetado e produzido pelos Irmãos Wright nos Estados Unidos a partir de 1910.
Derivado do Model B esse modelo não tinha o assento para passageiro. Nota-se também nesse modelo a presença de um par de rodas paralelas acoplado a cada uma das lâminas do trem de pouso.

## Histórico

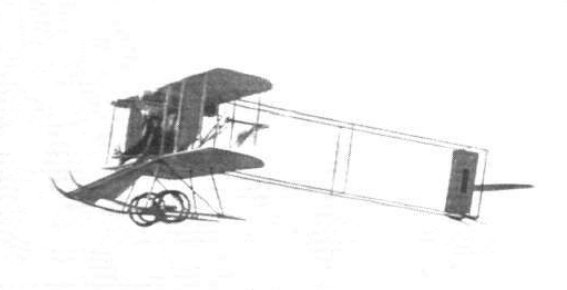
Um Wright Model R em voo, 1911.

Dois exemplares voaram no International Aviation Tournament em Belmont Park em Novembro de 1910, um deles um modelo padrão pilotado por Alec Ogilvie e o outro, um modelo especial de competição conhecido como Baby Grand, que era equipado com um motor V-8 de 60 hp e uma menor envergadura de asa (6,53 m). Orville Wright foi bem sucedido em voar o Baby Grand a uma velocidade de aproximadamente 110 km/h. 
Ambos os aviões foram inscritos no segundo Gordon Bennett Aviation Trophy, mas o Baby Grand, pilotado por Walter Brookins, sofreu uma pane no motor num voo de teste no dia da corrida e caiu violentamente. O exemplar pilotado por Ogilvie também sofreu problema de motor, tendo que parar durante uma hora para reparos, mas apesar disso, chegou em terceiro lugar.
Ogilvie também voou seu avião no troféu Gordon Bennet de 1912, dessa vez equipado com um motor N.E.C. de 50 hp.

## Especificação
Dados de: "1910 Wright Model R".
- Características gerais:
  - Tripulação: um
  - Comprimento: 8,2 m
  - Envergadura: 8,08 m
  - Área da asa: 17,2 m²

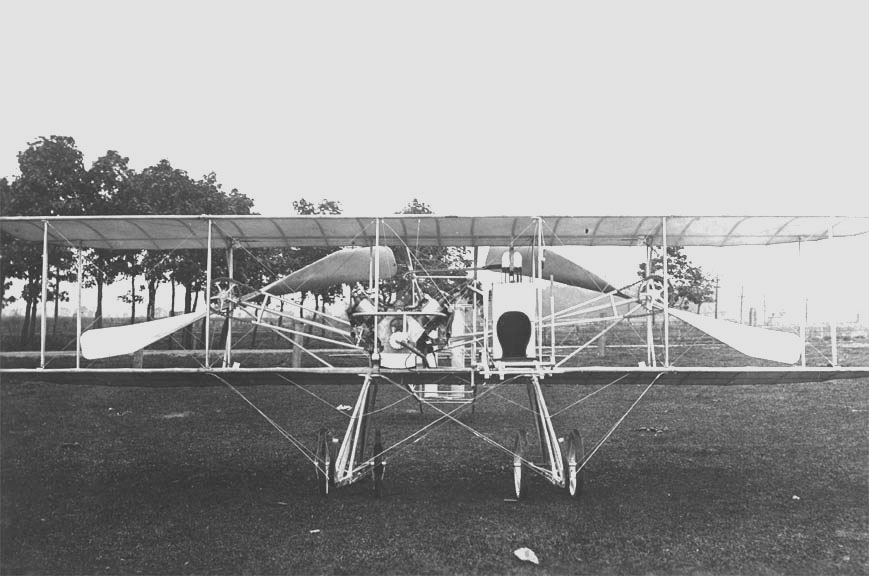
Vista frontal do Wright Model R
em Dayton, Ohio, 1910.

  - Motor: 1 x Wright de 4 cilindros em linha refrigerado à água, 30 hp
  - Hélice: 2 x Wright elíptica, com 2,59 m de diâmetro, cada uma esculpida para girar num sentido